# 搏女星
搏女星（133 Cyrene）是一顆小行星帶的小行星，編號133，由詹姆斯·克雷格·沃森于1873年8月16日发现。搏女星的直径为66.6千米，质量为3.1×1017千克，公转周期为1953.456天。
搏女星以希臘神話的人物昔利尼命名。
| 前一小行星： (132)晴神星 | 小行星列表 | 後一小行星： (134)司制星 |